# Promyrmekiaphila
Promyrmekiaphila is een geslacht van spinnen uit de familie Cyrtaucheniidae.

## Soorten
Het geslacht kent de volgende soorten:
- Promyrmekiaphila clathrata (Simon, 1891)
- Promyrmekiaphila winnemem Stockman & Bond, 2008